# Prison de Landsberg
Justizvollzugsanstalt Landsberg
La prison de Landsberg est une prison construite en 1910 dans la ville allemande de Landsberg am Lech, qui se trouve dans le sud-ouest de la Bavière, à 65 km à l'ouest de Munich.

## Historique
Après la Seconde Guerre mondiale, durant l'occupation de l'Allemagne par les Alliés, l'armée américaine en fait la « prison pour criminels de guerre no 1 ». Les premiers détenus pour crime de guerre sont envoyés à Landsberg en décembre 1945. Au total, la prison va abriter 110 prisonniers condamnés lors des procès de Nuremberg, 1 416 criminels de guerre des procès de Dachau et 18 des procès de Shanghai. En cinq ans et demi, 275 criminels de guerre vont y être exécutés sous l'autorité des puissances occupantes, dont les principaux condamnés à mort du procès des Einsatzgruppen : Otto Ohlendorf, Erich Naumann, Paul Blobel ou Werner Braune y ont été pendus le 7 juin 1951. 
La dernière pendaison, celle de Hans-Theodor Schmidt, ancien adjoint du commandant du camp de Buchenwald, condamné à mort lors du procès de Buchenwald, a eu lieu, également, le 7 juin 1951.
La prison pour criminels de guerre est fermée en mai 1958 après que les derniers prisonniers, quatre anciens officiers SS, condamnés durant les procès des Einsatzgruppen, sont relâchés.
La prison de Landsberg est aujourd'hui une prison gérée par le ministère bavarois de la Justice.

## Détenus notables
Adolf Hitler y est détenu pendant neuf mois en 1924, après l'échec du putsch de la Brasserie à Munich. C'est là qu'il dicte le texte de Mein Kampf à plusieurs de ses camarades emprisonnés, dont Rudolf Hess et Emil Maurice.
En juin 2014, l'ex-président du Bayern Munich et ancien joueur international allemand, Ulrich Hoeness, y est incarcéré après avoir été reconnu coupable de fraude fiscale le 13 mars 2014 et condamné à trois ans et demi de prison.